# Зинија (Охајо)
Зинија (енгл. Xenia) град је у америчкој савезној држави Охајо.

## Демографија
По попису из 2010. године број становника је 25.719, што је 1.555 (6,4%) становника више него 2000. године.
| Група             | 2000.          | 2010.          |
| Белци             | 20.008 (82,8%) | 20.866 (81,1%) |
| Афроамериканци    | 3.265 (13,5%)  | 3.446 (13,4%)  |
| Азијати           | 70 (0,3%)      | 120 (0,5%)     |
| Хиспаноамериканци | 264 (1,1%)     | 426 (1,7%)     |
| Укупно            | 24.164         | 25.719         |